# Leptochloa
Leptochloa P.Beauv. é um género botânico pertencente à família Poaceae.

## Sinônimos
- Anoplia Steud. (SUI)
- Baldomiria Herter
- Diachroa Nutt.
- Diacisperma Kuntze (SUS)
- Diplachne P.Beauv.
- Disakisperma Steud.
- Ipnum Phil.
- Leptostachys G.Mey. (SUS)

## Espécies
- Leptochloa aquatica Scribn.
- Leptochloa hirta Steud.
- Leptochloa imbricata Thurb.
- Leptochloa langloisii Vasey
- Leptochloa mexicana Scribn.
- Leptochloa monticola Chase
- Leptochloa nealleyi Vasey